# Štitaste uši
Štitaste uši (Coccoidea) su mali, nježni kukci tijela prekrivenih tvrdim štitićima. Od oko 3.000 poznatih vrsta koje su rasprostranjene po cijelom svijetu, u srednjoj Europi živi oko 90 vrsta. 

## Zajednička svojstva
Štitaste uši izuzetno su važna natporodica unutar razreda kukaca u koju se ubraja više fizioloških štetnika velike važnosti za voće, vinovu lozu, ukrasno drveće i grmlje. Slabo su pokretljive i ne mogu se održati na jednogodišnjem kulturnom bilju, koje, zbog toga, rijetko napadaju. Hrane se uglavnom bjelančevinama sadržanim u biljnim sogovima. Kako se biljni sokovi sastoje uglavnom od čistog šećera, neke vrste ga izlučuju u obliku bistre i ljepljive medene rose.
Kod svih štitastih uši snažno je izražen spolni dimorfizam:
- Ženke imaju reducirana krila, noge i ticala, ali zato imaju dobro razvijen usni aparat prilagođen sisanju. Većina ženki ima na gornjoj i djelomično donjoj strani tijela voštani štit (što im je dalo ime) koji je proizvod voštanih žlijezda. Pomoću tog štita pričvršćuju se za listove ili koru biljki.
- Manji mužjaci imaju samo prednji par krila dok je stražnji par evoluirao u "stabilizatore", par izraslina s kuglicom na vrhu, najčešće dug koliko i ticala. Oči su im dobro razvijene a ticala i noge su im člankoviti. Uopće nemaju sisalo, što znači da se uopće ne hrane.
- Razmnožavaju se spolno ili partenogenezom. Larva je pokretna, no vrlo brzo se uz pomoć sisala pričvršćuje za biljku. Veliki broj jaja ženka polaže ispod svog štita.

## Opis
Boja im varira prema vrsti od svjetlooker, žućkastosmeđe do tamnosmeđe. Veličina im se kreće između 0,8 i 6 mm, a najveća vrsta, Aspidoproxux maximus, može narasti do 38 mm.  Pričvršćeni su na naličje ili lice lista i na površinu drvenastih dijelova biljke.

## Sistematika
Štitaste uši zastupljene su u srednjoj Europi nizom taksa stupnja porodica:
- Diaspididae
- Asterolecaniidae
- Ortheziidae
- Margarodidae
- Coccidae
- Kermesidae
- Pseudococcidae

## Suzbijanje štitastih ušiju
Suzbijaju se različitim metodama, od kojih su još uvijek najvažnije kemijske metode. 
Zimsko prskanje (za vrijeme mirovanja vegetacije) osnovna je mjera sprječavanja šteta od štitastih uši na svim biljkama na kojima se ne provode druge mjere intenzivne zaštite. U to se vrijeme bez opasnosti za biljke mogu upotrebljavati insekticidi jakog djelovanja, koji uništavaju štitaste uši i ispod štita, a koje je teško ili čak nemoguće uništiti sredstvima koja se smiju primjenjivati tijekom vegetacije. 
Jedan od načina je i primjena bijelog ulja:
Zarazu možemo suzbiti s 2-3 prskanja u redovitim razmacima od 14-20 dana Bijelim uljem. Kako Bijelo ulje djeluje mehanički potrebno je sredstvom dobro pokriti sve površine biljke. Ove štetnike možemo uništiti i ako duhan 1-2 cigarete potopimo preko noći u 1,5 dl vode. Drugog dana s komadićem vate namočenim u taj pripravak dobro operemo sve dijelove zaražene biljke. Po potrebi postupak se ponavlja.
Problem primjene kemijskih sredstava je među ostalim u tome što: 1. osim štetnika suzbijaju se i njegovi prirodni neprijatelji, 2. zbog velike genetske raznolikosti sva kemijska sredstva ne djeluju na sve štetnike, a može doći i do pojave rezistentnosti itd.
Štitaste uši izvrgnute su napadu mnogih prirodnih neprijatelja. Od njihovih predatora najvažniji su božje ovčice (Coccinellidae), zlatooke i biljne stjenice (Heteroptera). 
Štitaste uši masovno su se pojavljivale nakon uništenja njihovih prirodnih neprijatelja, npr. najjači napadi maslinina crvca zabilježeni su u maslinicima u kojima se intenzivno suzbijaju maslinina muha i moljac.

## Vanjske poveznice
|  | Zajednički poslužitelj ima još gradiva o temi Coccoidea |
|  | Wikivrste imaju podatke o taksonu Coccoidea             |